# Vũ Minh, Nam Ninh
Vũ Minh (tiếng Tráng: Mouxming; chữ Hán giản thể: 武鸣区, bính âm: Wǔmíng Qū, Hán Việt: Vũ Minh khu) là một quận tại thành phố Nam Ninh, khu tự trị dân tộc Choang, Quảng Tây, Cộng hòa Nhân dân Trung Hoa.
Vũ Minh nằm ở tây nam của Quảng Tây, có diện tích 3.366 km².

## Lịch sử
Vũ Minh được thành lập từ thời nhà Tùy với tên ban đầu là huyện Vũ Duyên. Thời Bắc Tống thuộc Ung Châu. Năm 1912 là phủ Vũ Minh. Năm 1913 được đổi tên thành huyện Vũ Minh (武鸣县). Năm 1949 thành lập chuyên khu Vũ Minh. Chuyên khu Vũ Minh có trụ sở đặt tại huyện Vũ Minh và quản lý 10 huyện, gồm Vũ Minh, Bình Trị, Quả Đức, Trấn Kết, Na Mã, Long Sơn, Đô An, Long An, Thiên Giang và Thượng Lâm. Năm 1950 triệt tiêu chuyên khu Vũ Minh và huyện thuộc về chuyên khu Nam Ninh. Năm 1958 huyện Vũ Minh sáp nhập cùng huyện Long An thành huyện Vũ Long, năm sau lại chia tách. Sau đó huyện này thuộc địa cấp thị Nam Ninh. Ngày 16 tháng 2 năm 2015, Quốc vụ viện Cộng hòa Nhân dân Trung Hoa quyết định thành lập quận Vũ Minh. Ngày 27 tháng 5 năm 2016 quận Vũ Minh chính thức được thành lập.

## Ngôn ngữ
Tiếng Tráng là ngôn ngữ được nói nhiều nhất tại quận này, với khoảng 60 vạn người sử dụng. Phương ngữ Tráng nói tại trấn Song Kiều (双桥镇) quận Vũ Minh được dùng làm cơ sở cho việc phát âm của tiếng Tráng tiêu chuẩn.
Một số phương ngữ Hán ngữ cũng được nói tại Vũ Minh, bao gồm Vũ Minh quan thoại, phổ thông thoại, phương ngữ Hoành Đường (một phương ngữ của tiếng Bình), phương ngữ Tân Dân (một phương ngữ của tiếng Khách Gia) và tiếng Quảng Đông.

## Khí hậu
Vũ MInh có khí hậu cận nhiệt đới gió mùa. Nhiệt độ trung bình hàng năm là 20,8 °C, lượng mưa trung bình năm là 1.257,5 mm.
| Dữ liệu khí hậu của Vũ Minh (1981−2010)               | Dữ liệu khí hậu của Vũ Minh (1981−2010) | Dữ liệu khí hậu của Vũ Minh (1981−2010) | Dữ liệu khí hậu của Vũ Minh (1981−2010) | Dữ liệu khí hậu của Vũ Minh (1981−2010) | Dữ liệu khí hậu của Vũ Minh (1981−2010) | Dữ liệu khí hậu của Vũ Minh (1981−2010) | Dữ liệu khí hậu của Vũ Minh (1981−2010) | Dữ liệu khí hậu của Vũ Minh (1981−2010) | Dữ liệu khí hậu của Vũ Minh (1981−2010) | Dữ liệu khí hậu của Vũ Minh (1981−2010) | Dữ liệu khí hậu của Vũ Minh (1981−2010) | Dữ liệu khí hậu của Vũ Minh (1981−2010) | Dữ liệu khí hậu của Vũ Minh (1981−2010) |
| Tháng                                                 | 1                                       | 2                                       | 3                                       | 4                                       | 5                                       | 6                                       | 7                                       | 8                                       | 9                                       | 10                                      | 11                                      | 12                                      | Năm                                     |
| ----------------------------------------------------- | --------------------------------------- | --------------------------------------- | --------------------------------------- | --------------------------------------- | --------------------------------------- | --------------------------------------- | --------------------------------------- | --------------------------------------- | --------------------------------------- | --------------------------------------- | --------------------------------------- | --------------------------------------- | --------------------------------------- |
| Cao kỉ lục °C (°F)                                    | 29.1 (84.4)                             | 34.5 (94.1)                             | 36.2 (97.2)                             | 37.7 (99.9)                             | 39.2 (102.6)                            | 38.2 (100.8)                            | 40.6 (105.1)                            | 38.7 (101.7)                            | 38.9 (102.0)                            | 36.3 (97.3)                             | 33.6 (92.5)                             | 29.7 (85.5)                             | 40.6 (105.1)                            |
| Trung bình ngày tối đa °C (°F)                        | 17.1 (62.8)                             | 18.4 (65.1)                             | 21.6 (70.9)                             | 26.9 (80.4)                             | 30.6 (87.1)                             | 32.4 (90.3)                             | 33.4 (92.1)                             | 33.5 (92.3)                             | 32.3 (90.1)                             | 29.0 (84.2)                             | 24.6 (76.3)                             | 20.2 (68.4)                             | 26.7 (80.0)                             |
| Trung bình ngày °C (°F)                               | 13.1 (55.6)                             | 14.7 (58.5)                             | 17.9 (64.2)                             | 22.8 (73.0)                             | 26.1 (79.0)                             | 28.0 (82.4)                             | 28.7 (83.7)                             | 28.7 (83.7)                             | 27.2 (81.0)                             | 23.9 (75.0)                             | 19.3 (66.7)                             | 15.0 (59.0)                             | 22.1 (71.8)                             |
| Tối thiểu trung bình ngày °C (°F)                     | 10.4 (50.7)                             | 12.2 (54.0)                             | 15.3 (59.5)                             | 19.9 (67.8)                             | 22.9 (73.2)                             | 25.0 (77.0)                             | 25.6 (78.1)                             | 25.4 (77.7)                             | 23.7 (74.7)                             | 20.4 (68.7)                             | 15.7 (60.3)                             | 11.5 (52.7)                             | 19.0 (66.2)                             |
| Thấp kỉ lục °C (°F)                                   | 0.7 (33.3)                              | 2.5 (36.5)                              | 2.8 (37.0)                              | 8.7 (47.7)                              | 13.4 (56.1)                             | 16.8 (62.2)                             | 20.1 (68.2)                             | 20.8 (69.4)                             | 16.0 (60.8)                             | 10.0 (50.0)                             | 4.0 (39.2)                              | 0.4 (32.7)                              | 0.4 (32.7)                              |
| Lượng Giáng thủy trung bình mm (inches)               | 47.6 (1.87)                             | 47.4 (1.87)                             | 62.6 (2.46)                             | 81.4 (3.20)                             | 195.0 (7.68)                            | 207.3 (8.16)                            | 212.4 (8.36)                            | 166.8 (6.57)                            | 91.5 (3.60)                             | 52.2 (2.06)                             | 48.7 (1.92)                             | 26.0 (1.02)                             | 1.238,9 (48.77)                         |
| Độ ẩm tương đối trung bình (%)                        | 76                                      | 79                                      | 79                                      | 78                                      | 77                                      | 79                                      | 79                                      | 78                                      | 75                                      | 72                                      | 72                                      | 71                                      | 76                                      |
| Nguồn: Trung tâm Dịch vụ Dữ liệu Khí tượng Trung Quốc |                                         |                                         |                                         |                                         |                                         |                                         |                                         |                                         |                                         |                                         |                                         |                                         |                                         |

## Phân chia hành chính
Quận Vũ Minh chia ra thành 13 trấn, bao gồm: Thành Sương, Song Kiều, Ninh Vũ, Cam Vu, Thái Bình, La Vu, Linh Mã, Tiên Hồ, Phủ Thành, Lục Quản, La Ba, Mã Đầu, Lưỡng Giang. Trụ sở cơ quan hành chính quận đặt tại trấn Thành Sương.
Các đơn vị quản lý khác còn có: Nông trường Bách Hợp, nông trường Đông Phong và khu đầu tư Hoa kiều Nam Ninh.

## Địa danh
Vũ Minh có một số địa danh như Linh Thủy, vườn Minh Tú, tháp Văn Giang, núi Khởi Phong, núi Đại Minh, mộ Mã Đầu Cổ.